# Раичевич, Милена
Милена Раичевич (черног. Milena Raičević; до замужества — Кнежевич, род. 12 марта 1990, Титоград) — черногорская гандболистка, центральная защитница клуба «Рапид» (Бухарест) и сборной Черногории. Чемпионка Европы 2012 года, серебряный призёр летних Олимпийских игр 2012 года, бронзовый призёр молодёжного чемпионата мира 2010 года. Младшая сестра футболиста Ивана Кнежевича.
В 2015 году вышла замуж за Марко Раичевича.